# سيزار أنطونيو تشافيز كاستيلو
سيزار أنطونيو تشافيز كاستيلو هو سياسي مكسيكي، ولد في 31 ديسمبر 1951 في مدينة مكسيكو في المكسيك. نشط حزبياً في حزب الثورة الديمقراطية. وقد انتخب عضو مجلس النواب المكسيك ‏.